# Membrilla
Membrilla è un comune spagnolo di 6 168 abitanti situato nella comunità autonoma di Castiglia-La Mancia.